# Jörmungandr

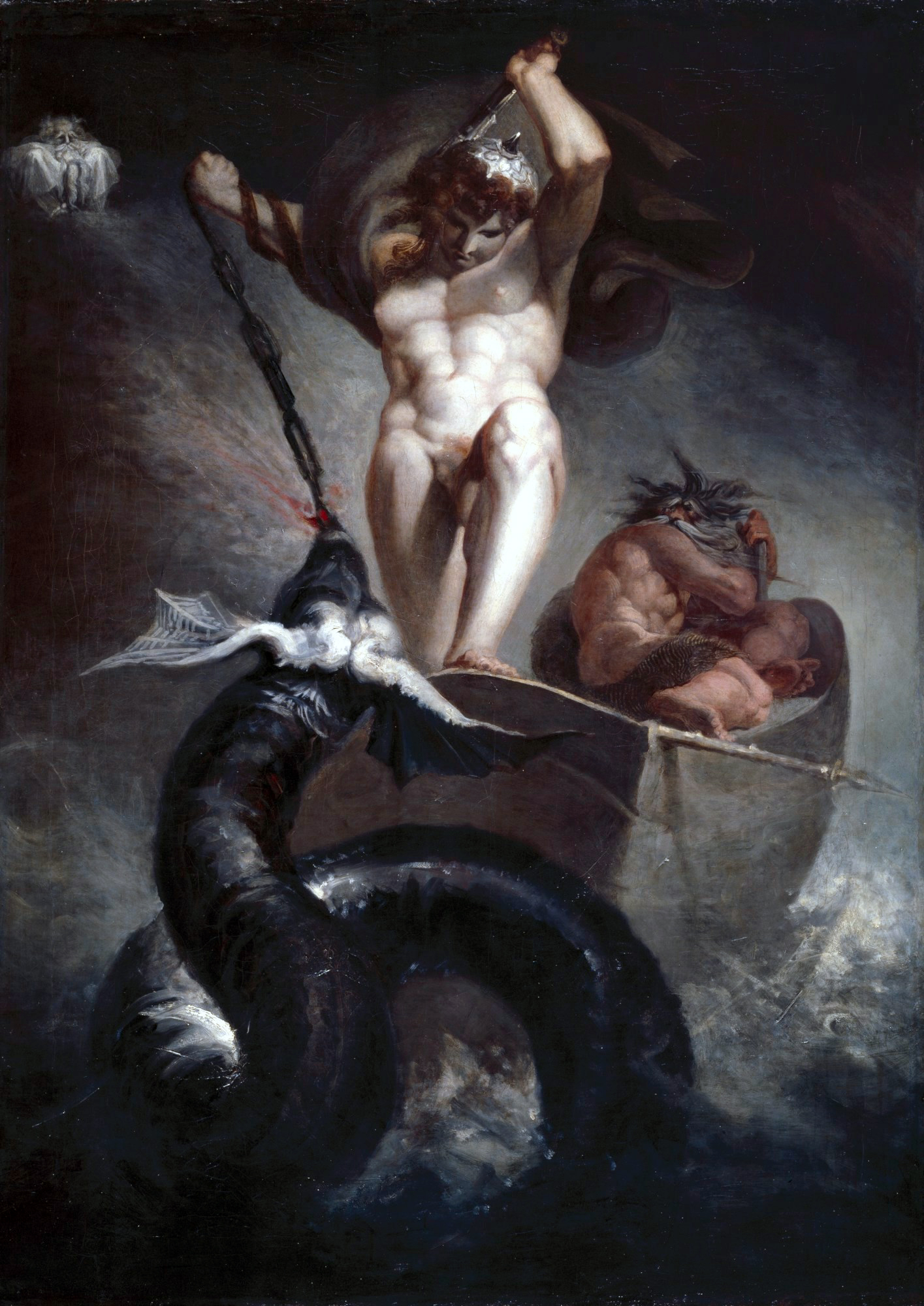
"Thor combatendo a Serpente Jormungand" por Henry Fuseli (1788).

Na mitologia nórdica, Jörmundgander ou Jormungand é o segundo filho do deus Loki com a gigante Angrboda. Tem como irmãos o lobo Fenrir e a deusa Hela. Jormungand tem o aspecto de uma gigantesca serpente.
De acordo com a Edda em Prosa, Odin raptou os três filhos de Loki, sendo Jormungand jogado no grande oceano que circula Midgard, tendo aí vivido desde então. A serpente cresceu tanto que seria capaz de cobrir a Terra e morder sua própria cauda. Como resultado disso, ganhou o nome alternativo de Serpente de Midgard (Midgårdsormen) ou Serpente do Mundo. O arqui-inimigo de Jormungand é o deus Thor, que durante o Ragnarök, a matará e morrerá no processo.